# Majia He
Majia He är ett vattendrag i Kina. Det ligger i den östra delen av landet, 230 km sydost om huvudstaden Peking.